# Ascenseur spatial
Pour les articles homonymes, voir Ascenseur (homonymie).

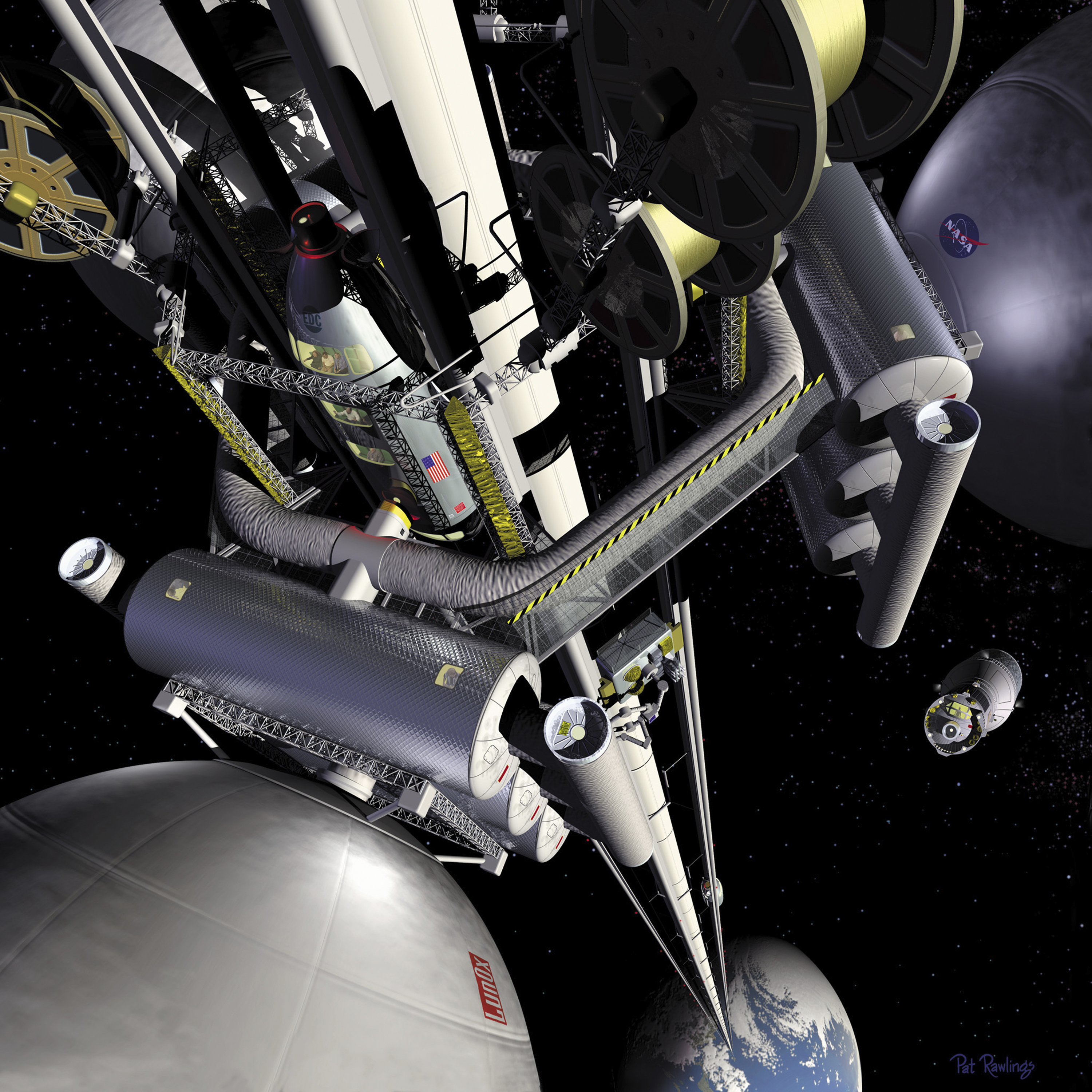
Ascenseur spatial (vision d'artiste).

L’ascenseur spatial est un type de transport spatial entre la surface et une orbite autour de la Terre (ou d'un autre astre : lune (ascenseur spatial lunaire), autre planète).
Ce concept est fondé sur l'idée d'un câble maintenu tendu par la force centrifuge due à la rotation de la Terre sur elle-même. Pour être en équilibre, le câble doit s'allonger au-delà de l'orbite géostationnaire (36 000 km), à partir de laquelle la force centrifuge dépasse la force de gravitation. Une fois en place, des nacelles montant le long du câble permettraient de rejoindre l'orbite de façon plus économique qu'avec un lanceur spatial classique comme une fusée.
L'idée d'un ascenseur spatial, développée dans les années 1950 s'est heurtée à de nombreuses contraintes techniques, et en premier lieu à l'inexistence d'un matériau à la fois suffisamment léger et résistant pour résister à la tension engendrée par le poids propre du câble. La découverte dans les années 1980-1990 des nanotubes de carbone, dont les propriétés mécaniques théoriques pourraient être suffisantes, a relancé un certain intérêt pour cette idée, qui reste cependant pour l'instant du domaine de l'utopie ou de la science fiction.

## Historique
Le concept d'ascenseur spatial a été inventé par le pionnier russe de l'astronautique Constantin Tsiolkovski en 1895. Sur le modèle de la Tour Eiffel, achevée en 1889, il imagine une tour de 35 790 km de haut, qui permettrait d'amener par un ascenseur des charges en orbite géostationnaire.
Le concept de l'ascenseur spatial a été relancé par Yuri Artsutanov qui proposa en 1960 non plus une tour mais un câble suspendu depuis l'espace et en suggérant d'utiliser un dispositif similaire à une cabine d'ascenseur.
Dans ses travaux, en 1975, Jerome Pearson propose d'adopter une structure en forme de deux longs rubans,  de part et d'autre d'un satellite en orbite géostationnaire. Une extrémité joue le rôle de contre-poids, qui évite d'arrimer trop solidement la base terrestre de l'ouvrage. Cela en fait un projet de 144 000 kilomètres de long (38 % de la distance Terre – Lune). Jerome Pearson redécouvre bien plus tard l'idée de Yuri Arsutanov (car les projets de celui-ci restèrent confidentiels).
En 1978, le romancier Arthur C. Clarke dévoile le concept au grand public dans son roman de science-fiction Les Fontaines du paradis. Il est aussi appelé « tour orbitale » (orbital tower). Clarke décrit la construction, à partir d'une station spatiale, d'une gigantesque tour destinée à constituer un lien fixe entre la surface terrestre et un « contre-poids » en orbite géostationnaire. L'équilibre de l'ensemble est assuré en permanence, par la construction d'un autre élément de tour dans la direction opposée. Au total, c'est une sorte de fronde de 72 000 kilomètres de long qu'il faut réaliser. La base nécessite de solides fondations : dans le roman de Clarke, la base de la tour est ancrée de plusieurs kilomètres dans le sous-sol.
Comme souvent, Clarke s'est inspiré de travaux scientifiques réels, en particulier de ceux de Pearson, et ceux de quatre autres Américains (John D. Isaacs, Hugh Bradner, George Edward Backus de l'Institut d'océanographie Scripps et Allyn C. Vine (en) de l'institut océanographique de Woods Hole) ont publié le 11 février 1966 dans la revue Science (« Satellite elongation into a true "Sky Hook" »).

## Ingénierie de l’ascenseur

Schéma de principe d'un ascenseur spatial (image non à l'échelle).

### Équilibre du système
L'ascenseur spatial pourrait prendre la forme d'un long câble sur lequel circuleraient des navettes.
Chaque portion du câble est soumise d'une part à l'attraction gravitationnelle terrestre, et d'autre part à l'accélération d'entraînement (la force centrifuge), qui s'équilibrent à l'altitude de l'orbite géostationnaire. La pesanteur domine en dessous de cette altitude, et il faut donc une longueur suffisante de câble (ou une masse suffisante, par exemple constituée du lanceur ayant lancé initialement le câble, ce qui permettrait de raccourcir ce dernier) au-dessus, pour assurer une tension vers le haut.
En dehors de celle à l'altitude de l'orbite géostationnaire, les sections du câble ont une vitesse de rotation différente de celle qu'elles auraient si elles étaient en orbite libre : plus lente en dessous et plus rapide au-dessus.

### Construction
Brad Edwards, de la fondation californienne Eureka Scientific décrit en détail une méthode possible de construction d'un tel ascenseur (voir lien externe) :
- tout d'abord, on lance un engin spatial en orbite géostationnaire ;
- puis celui-ci envoie vers la Terre un mince ruban (1 micromètre d'épaisseur) présentant des caractéristiques mécaniques ad hoc (résistant et léger). Au fur et à mesure que le câble descend, le véhicule s'écarte de la Terre pour maintenir l'équilibre. Il atteint ainsi une distance de 72 000 km ;
- une fois le premier câble amarré au sol, on s'en sert pour en mettre en place d'autres et constituer le câble définitif.

L'intérêt d'un tel système réside dans son faible coût de fonctionnement. Dans certains projets, l'énergie de freinage d'une cabine descendante peut même être récupérée pour propulser une cabine montante. Son inconvénient principal est sa vulnérabilité aux météorites, aux débris spatiaux, aux engins aériens ou même aux catastrophes naturelles.

### Problématiques

#### Matériaux
Les matériaux classiques sont insuffisamment résistants, mais la découverte des nanotubes de carbone a fait réapparaître un certain intérêt pour cette idée, avec une résistance à la traction pouvant atteindre 80 GPa.
Des calculs ont été effectués, et ont démontré que le câble de nanotubes en question devrait mesurer environ un mètre de large, être aussi mince qu'une feuille de papier, et être apte à supporter une tension d'environ 63 GPa, équivalente à « une joute de souque à la corde opposant 100 000 personnes de chaque côté ».
Nicola Pugno (en) de l'École polytechnique de Turin fait cependant remarquer que les assemblages de nanotubes de carbone sur lesquels reposaient tous les espoirs ne seraient pas assez solides. Dans un article du Journal of Physics : Condensed Matter, il ajoute que même dans le cas où l’ascenseur spatial pourrait être déployé, les micrométéorites et l’érosion par l’oxygène ne manqueraient pas de l’affaiblir.

#### Débris orbitaux

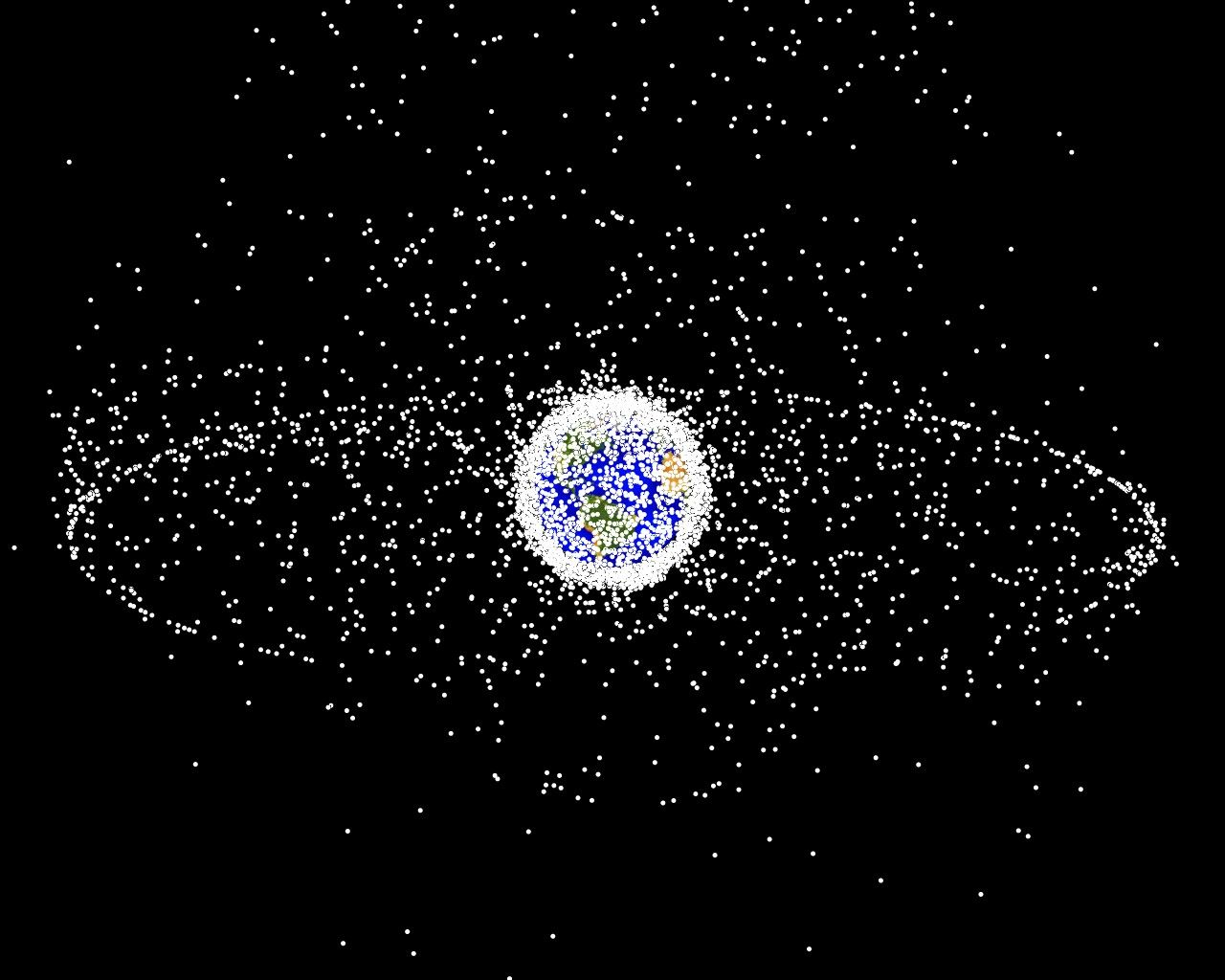
Image de la Terre et de la répartition des débris spatiaux jusqu'à l'orbite géosynchrone.

Outre la résistance du câble, il faudrait également résoudre le problème des collisions avec les satellites ou les débris spatiaux. Dans la situation de 2019, plus de 167 millions de débris pourraient croiser le câble, ce qui implique une dizaine d'impacts  d'objets de moins de 10 cm par jour. Un compartimentage du câble et des réparations par le passage régulier d'une cabine de maintenance pourraient traiter ces événements.
Cependant, il existe également plus de 29 000 objets capables potentiellement de sectionner le câble, dont les impacts pourraient avoir une fréquence allant d'une fois par semaine à une fois par an. Une solution potentielle serait de suivre précisément ces objets, et manœuvrer le câble à partir de la base pour les éviter.

#### Énergie
Le problème est de fournir l'énergie nécessaire pour monter une cabine de 20 tonnes, à une vitesse de l'ordre de 200 km/h, sur une distance de 36 000 km (il faudrait une puissance électrique de 300 Mégawatts), et de véhiculer la puissance sans trop de pertes jusqu'à la cabine.  Pour éviter de véhiculer trop de puissance à partir de la Terre, il est par exemple envisagé de déployer de vastes surfaces de panneaux solaires une fois la cabine sortie de l'atmosphère (soit après l'altitude de 150 km).

#### Stabilité
Des oscillations longitudinales et transversales du câble peuvent être provoquées par de nombreux événements : vents rapides dans les couches hautes de l'atmosphère, force de Coriolis s'appliquant sur le câble et aux cabines qui tire l'ascenseur dans la direction opposée à la direction de la rotation de la Terre, d'autant plus forte que la vitesse de la cabine est grande. Pour les oscillations longitudinales, la base devra être mobile pour accompagner les mouvements du câble, et pour les oscillations transversales des moteurs-fusées au niveau de la cabine peuvent être employés pour stabiliser.

#### Habitabilité

Représentation schématique des ceintures de Van Allen.

Le problème est notamment le franchissement des ceintures de Van Allen, qui contiennent une grande densité de particules énergétiques provenant du vent solaire. La première, située entre 700 et 10 000 km d'altitude, est constituée principalement de protons à haute énergie (jusqu'à plusieurs centaines de MeV). La seconde plus large, se déploie entre 13 000 et 65 000 km d'altitude ; elle est constituée d'électrons également à haute énergie (> 5 MeV). À une vitesse de 200 km/h, le trajet des passagers les obligerait à rester plusieurs jours à l'intérieur de ces ceintures, alors que les astronautes de la mission Apollo les avaient franchies en moins d'une demi-heure.
Une protection est alors nécessaire pour les voyageurs humains, qui peut prendre la forme de lourds blindages de plomb ou d'eau. Dans un premier temps, l'ascenseur spatial sera réservé au transport de marchandises.

## Travaux pratiques
La Spaceward Foundation, soutenue par la NASA, a organisé en 2005 (et annuellement jusqu'en 2009) un concours ayant pour objectif la conception d'un câble en nanotubes, le Tether Challenge (en). La récompense était de deux millions de dollars à l'équipe qui proposerait le câble en nanotubes le plus résistant, pourvu qu'il le soit au moins deux fois plus que le meilleur câble sur le marché, mais personne ne l'a revendiquée,,.
En 2012, l'entreprise japonaise du BTP Obayashi annonce son souhait de bâtir le premier ascenseur pour emmener des touristes dans l'espace à l'horizon 2050. En septembre 2018, des chercheurs de l'université de Shizuoka en collaboration avec cette entreprise vont envoyer vers la station spatiale internationale un premier petit démonstrateur à bord du cargo de ravitaillement HTV-7. Le décollage initialement prévu le 11 septembre 2018 à bord d'une fusée H-2B depuis la base de Tanegashima a finalement eu lieu le 23 septembre du fait des conditions météorologiques. Il s'agit de deux nano-satellites de 10 centimètres de côté reliés par un câble de 10 mètres. Une petite cabine de quelques centimètres effectue ensuite des allers-retours le long de ce câble.

## Dans la culture populaire

### Littérature
- Le concept d'ascenseur spatial est le sujet principal du roman Les Fontaines du paradis d'Arthur C. Clarke.
- Le concept d'ascenseur spatial est un sujet important du roman " la toile entre les mondes " de Charles Sheffield .
- Le concept d'ascenseur spatial est utilisé dans les deux derniers tomes de la trilogie de science-fiction Le Problème à trois corps de Liu Cixin.
- Dans sa trilogie martienne (Mars la rouge, Mars la verte, Mars la bleue), Kim Stanley Robinson utilise ce concept à la fois sur Mars et sur Terre.

### Télévision
- L'ascenseur spatial joue un rôle important dans la série Foundation, puisque sa destruction amorce le déclin de l'Empire galactique.
- Dans la série Halo 4 : Aube de l'espérance, l'ascenceur spatial est le principal moyen d'évacuation humain face à l'invasion covenante et est l'une des premières cibles de l'alliance extraterrestre.

### Manga et anime
- Dans l'OAV de science-fiction Cyber City Oedo 808 (1990), une représentation d'un ascenseur spatial est visible (troisième épisode, « Virus Mortel »).
- Dans la série Gundam 00, trois ascenseurs orbitaux de 50 000 km de hauteur ont été construits et sont reliés par deux ceintures de satellites solaires, l'une à 10 000 et l'autre à 40 000 km d'altitude, qui renvoient l'énergie sur Terre via les ascenseurs. Ils sont aussi utilisés pour le transport de touristes et l'exploration spatiale.
- Dans le manga Gunnm (et sa suite Gunnm Last Order), les cités Jéru et Zalem où se passent une partie de l'action sont les deux extrémités d'un ascenseur spatial.
- Dans le manga Biomega, l'ascenseur spatial permet de relier le MSCF numéro 3 au satellite artificiel orbitant autour de la Terre. l'ascenseur est appelé « câble d’amarrage ».

### Jeux vidéo
- La saga Halo fait apparaître des ascenseurs spatiaux dans plusieurs de ses jeux.
- Le jeu Satisfactory contient un ascenseur spatial, c'est un élément important du jeu permettant d'envoyer des ressources afin de débloquer de nouveaux paliers.
- La saga Ace Combat fait notamment apparaître un ascenseur spatial dans le septième jeu de leur série.[réf. nécessaire].
- Dans Mega Man X8, un ascenseur orbital portant le nom de Projet Jakob est au centre de l'intrigue.
- Dans le jeu Stellar Blade (2024), l'héroïne doit emprunter un ascenseur orbital dans le cadre de la quête principale.  C'est le seul ascenseur restant après une guerre opposant l'humanité à des êtres monstrueux, les Naytibas, principaux ennemis du jeu.